# Seán 'ac Dhonncha
Seán 'ac Dhonncha, connu également sous le nom Seán 'ac onna, né le 2 octobre 1919 à Aird Thoir, Carna, (comté de Galway, Irlande) et mort le 4 décembre 1996, est un chanteur traditionnel irlandais (chant sean-nós).

## Biographie
Seán Johnny Joe Pheaitsín 'ac Dhonncha vient au monde le 2 octobre 1919 à Aird Thoir, Carna (Connemara, comté de Galway), dans une famille de musiciens. Fils de pêcheur, il a trois frères et sept sœurs. Il précède de deux semaines Joe Heaney, natif du même village et également célèbre chanteur sean-nós.
Il obtient une bourse à l'école Coláiste Caoimhín de Dublin puis plus tard au St. Patrick’s Training College de Drumcondra. Il y découvre le chant traditionnel des régions de Munster et de Donegal, en irlandais et en anglais.
Il devient instituteur en 1940 et, au cours de sa carrière, il enseignera dans les quatre provinces irlandaises. Son premier poste sera dans une école de Longford. À partir de 1947, il enseigne à Cavan, dans le comté éponyme, puis, à partir de 1959, sera pendant vingt-cinq ans, principal d'une école primaire (National school (en)) d'Ahascragh (en) (Áth Eascrach en irlandais, village situé à l'est du comté de Galway).
Il fait la rencontre de Séamus Ennis, alors collecteur de musique irlandaise pour l'Irish Folklore Commission et échange des musiques. Leur amitié se prolongera toute leur vie.
Il épouse Bríd Ní Eidhn en 1956. Le couple aura cinq enfants.
Seán 'ac Dhonncha est le premier chanteur traditionnel irlandais à enregistrer pour le label Gael-Linn Records (en). Il interprète le chant traditionnel à la fois en anglais et en irlandais.
Il remporte une médaille d'or en 1953 dans un concours national (Oireachtas), catégorie chant sean-nós, et reçoit le Gradam Shean-Nós Cois Life en 1995.
Il meurt le 14 décembre 1996 des suites d'une maladie. Il est enterré à Ahascragh.

## Discographie
- Premiers enregistrements pour le label Gael Linn en 1957, suivi de six autres, disponibles à présent dans la collection Seoltaí Séide[1] ;
- An Aill Báin ('le roc blanc'), chants du Connemara en irlandais et en anglais (1971) ;
- An Spailpín Fánach (1987) ;
- Seán 'ac Dhonncha: An Spailpín Fánach (1994).
- Come West Along the Road, film regroupant des prestations télévisuelles de nombreux artistes ou groupes irlandais tels que The Bothy Band, The Tulla Ceili Band, De Dannan, Planxty, Ceoltóirí Chualann et Tommy Peoples[3].